# Mino Reitano
Mino Reitano, właśc. Beniamino Reitano (ur. 7 grudnia 1944 w Fiumarze, zm. 27 stycznia 2009 w Agrate Brianza) – włoski piosenkarz.

## Dyskografia
- 1969 - Mino canta Reitano
- 1999 - Musica tua - i Grandi Successi
- 1999 - Mino Reitano Story
- 2000 - Flashback - i Grandi successi originali

## Single
- 1967 - Non prego per me
- 1968 - Avevo un cuore (che ti amava tanto)
- 1968 - Una Chitarra cento illusioni
- 1969 - Meglio una sera piangere da solo
- 1970 - Cento colpi alla tua porta
- 1970 - La Pura verità
- 1970 - Un Uomo e una valigia
- 1971 - Apri le tue braccia e abbraccia il mondo
- 1971 - Era il tempo delle more
- 1971 - Una Ferita in fondo al cuore
- 1972 - Ciao vita mia
- 1972 - Stasera non si ride e non si balla
- 1973 - Cuore pellegrino
- 1974 - Tre parole al vento
- 1977 - Sogno
- 1988 - Italia
- 1990 - Vorrei
- 1991 - Ma ti sei chiesto mai
- 2002 - La mia canzone